# Morostoma testaceipenne
Morostoma testaceipenne – gatunek chrząszcza z rodziny sprężykowatych i podrodziny Prosterninae lub Morostominae.

## Występowanie
Gatunek ten jest endemitem Madagaskaru.